# 捕鳥部萬
捕鳥部萬，是飞鸟时代的武人。无姓氏。
幕末至明治期間活躍的畫師菊池容齋在《前賢故実》中繪有捕鳥部萬的畫像。

## 出身
捕鸟部（鸟取部）是以捕鸟為職業的品部。物部氏根据地河内国有名作「鸟取部」的伴造氏族；鸟取部自稱為角凝魂命第三代孙天湯川田奈命的后裔。 捕鳥部萬，可能出身鳥取部 。

## 經歷
物部守屋的資人。用明天皇2年（587年）的丁未之亂，捕鳥部萬隸屬物部氏一方，率领100人保卫了守屋在难波的宅邸。聽聞主君守屋被殺後，捕鳥部萬逃入茅渟県有真香邑的妻家，後逃往山中。在逃亡的竹林中，捕鳥部萬，以繩繫竹，欺騙敵人，放箭攻擊來襲的衛士，說道：“我捕鳥部萬，是天皇之盾，勇武示人。不曾受過追查。今天被逼迫至如此地步。想殺我的、想抓我的、覺得能跟我對談的，盡管來吧。”随后，捕鳥部萬射殺约30人，在弓箭武器盡損後，以小刀自刎 。
朝廷，命河内國司将捕鳥部万的尸体切成八块示眾。屍體串刺時，雷鳴大雨，捕鳥部萬飼養的白犬銜首收屍於古塚。
因此異象，朝廷命萬族在有真香邑附近為捕鳥部萬與白犬建造墳墓， 即岸和田市天神山町的天神山古坟。另，1號古坟是白犬之墓的“義犬塚古墳” ，附近的2號古坟為捕鳥部萬的坟墓。 此外，2號古墳上，有三条实美立的顯彰碑。

## 脚注
1. ↑  太田[1963: 3977]
2. ↑  『新撰姓氏録』河内神別
3. ↑  佐伯[1994: 325]
4. 1 2 3 4 5  .   [2022-03-20]. （原始内容存档于2022-10-09）.
5. ↑   21. 萬爲天皇之楯將効其勇。而不推問。翻致逼迫於此窮矣。可共語者來。願聞殺虜之際。
6. ↑   21.
7. ↑  『日本書紀』崇峻天皇即位前紀（用明天皇2年7月条）
8. ↑  . 岸和田市.   [2022-03-20]. （原始内容存档于2022-03-08）.
9. ↑  . 岸和田市.   [2022-03-20]. （原始内容存档于2022-03-02）.

## 相关作品
- 黒岩重吾『磐舟の光芒 物部守屋と蘇我馬子』講談社　1993年
- 1300年以上つづく、捕鳥部万を偲ぶ集い。八田町塚元家 （页面存档备份，存于）  岸和田市観光振興協会